# Torre di Rivanazzano
La Torre di Rivanazzano è una torre medievale sita nel centro dell'abitato del comune di Rivanazzano Terme, in provincia di Pavia.

## Storia
Di questa costruzione non abbiamo notizie certe, probabilmente costruita nel XIV/XV secolo faceva parte delle fortificazioni che difendevano il borgo di Rivanazzano, insieme alle mura demolite. Con un vicino edificio risalente al XV secolo è probabilmente tutto quello che rimane dello scomparso castello.

## Struttura
La torre ha pianta pentagonale irregolare, unica nel suo genere in tutto l'Oltrepò Pavese, e una struttura allungata molto snella per un'altezza di 19 metri. Una scala interna in legno collega i cinque piani, che sono anch'essi realizzati in legno, ad eccezione dell'ultimo piano costruito in muratura con volta a botte ribassata. Il tetto, in coppi su struttura lignea, forma un'altana impiantata su cinque pilastrini. Dotata di otto feritoie è stata recentemente restaurata.